# Stigmidium lecidellae
Stigmidium lecidellae är en lavart som beskrevs av Triebel, Cl. Roux & Le Coeur 1995. Stigmidium lecidellae ingår i släktet Stigmidium och familjen Mycosphaerellaceae.  Arten är reproducerande i Sverige. Inga underarter finns listade i Catalogue of Life.